# Martin-chasseur à tête brune
Halcyon albiventris
Espèce
Statut de conservation UICN

 LC  : Préoccupation mineure
Le Martin-chasseur à tête brune (Halcyon albiventris) est une espèce d'oiseau appartenant à la famille des Alcedinidae.
Cet oiseau vit dans la moitié sud de l'Afrique subsaharienne.